# Hornberg (Frankenhöhe)
Der Hornberg ist mit 554 m ü. NHN die höchste Erhebung der in Bayern und Baden-Württemberg gelegenen Frankenhöhe und liegt in deren im weiteren Sinne Crailsheimer Hardt genannten Unter-Naturraum.
Die waldreiche Bergkuppe des Hornbergs erhebt sich im Waldgebiet „Forlwald“ auf dem Gebiet der Gemeinde Schnelldorf im bayerischen Landkreis Ansbach etwa 90–100 m über dem westlichen Vorland der Frankenhöhe um Gailroth und etwa 70 m über den flachen Nebenflusstälern des Waldhauser Mühlbaches und des Schwarzenbachs bei Wildenholz, die östlich der Stufenkante zur oberen Wörnitz entwässern.
Der höchste Punkt des Hornbergs, umgeben von einer dreieckigen, nach Westsüdwesten spitz auslaufenden Hochfläche im Sandsteinkeuper von über 20 ha, liegt etwa 1,5 km nördlich der an der A 6 gelegenen Anschlussstelle „Schnelldorf“, rund 3 km nördlich des Kernorts der Gemeinde Schnelldorf selbst, ebenso weit östlich des zugehörigen Gailroth und etwa 2,3 km westlich von Wildenholz, einem nordöstlichen Ortsteil der Gemeinde.
Der Abhang des Bergs nach Nordwesten fällt recht steil ab zum Tal des Seebachs bei Theuerbronn, das wenig nördlich des Hochplateaus einsetzt und nach Westen in Richtung zur Jagst zieht. Ebenfalls steil ist der südliche Abhang zum Tal des Schnelldorfer Heckelbachs, der über die Ampfrach ebenfalls die Wörnitz erreicht; in seinem westlichen Teil ist dieses Tal schon vom (über die Jagst bzw. sogar unterirdisch über die Bühler) westlich-rheinisch entwässernden Hengstfelder Hengstbach angezapft, jenseits dessen hier in 1,5 km Entfernung im Südsüdwesten der mit 547 m ü. NN zweithöchste Berg der Frankenhöhe steht, der Birkenberg. Nördlich wie südöstlich des Hornbergs dagegen setzt sich jenseits recht flacher Geländeeinschnitte seine Hochebene als mehr oder weniger schmaler, oft weniger als 10 m tiefer gelegener und recht ebener Bergrücken fort: über den Eichenschlag (546 m ü. NN) bis zum Grüber Ranken  (546 m ü. NN) im Norden bzw. über eine ebenfalls 546 m ü. NN erreichende Bergkuppe südwestlich von Wildenholz bis zum Schloßberg (534 m ü. NN) zwischen Wildenholz und Oberampfrach im Süden, zu dessen Füßen über einen Pass der Frankenhöhe Bahn, Autobahn und Landstraße im Bündel aus dem Ampfrach- ins Wörnitztal wechseln. 
Der Hornberg ist nur auf Waldwegen zu erreichen.